# Bridget Parker
Bridget Parker, född den 5 januari 1939, är en brittisk ryttare.
Hon tog OS-guld i lagtävlingen i fälttävlan i samband med de olympiska ridsporttävlingarna 1972 i München.